# Chiesa dei Santi Martiri (Torino)
La chiesa dei Santi Martiri è una chiese di Torino. Si trova lungo via Garibaldi, all'angolo con la via Botero.
È dedicata ai più antichi patroni di Torino: i martiri Avventore, Ottavio e Solutore e ne custodisce le reliquie fin dal 1584.

## Storia

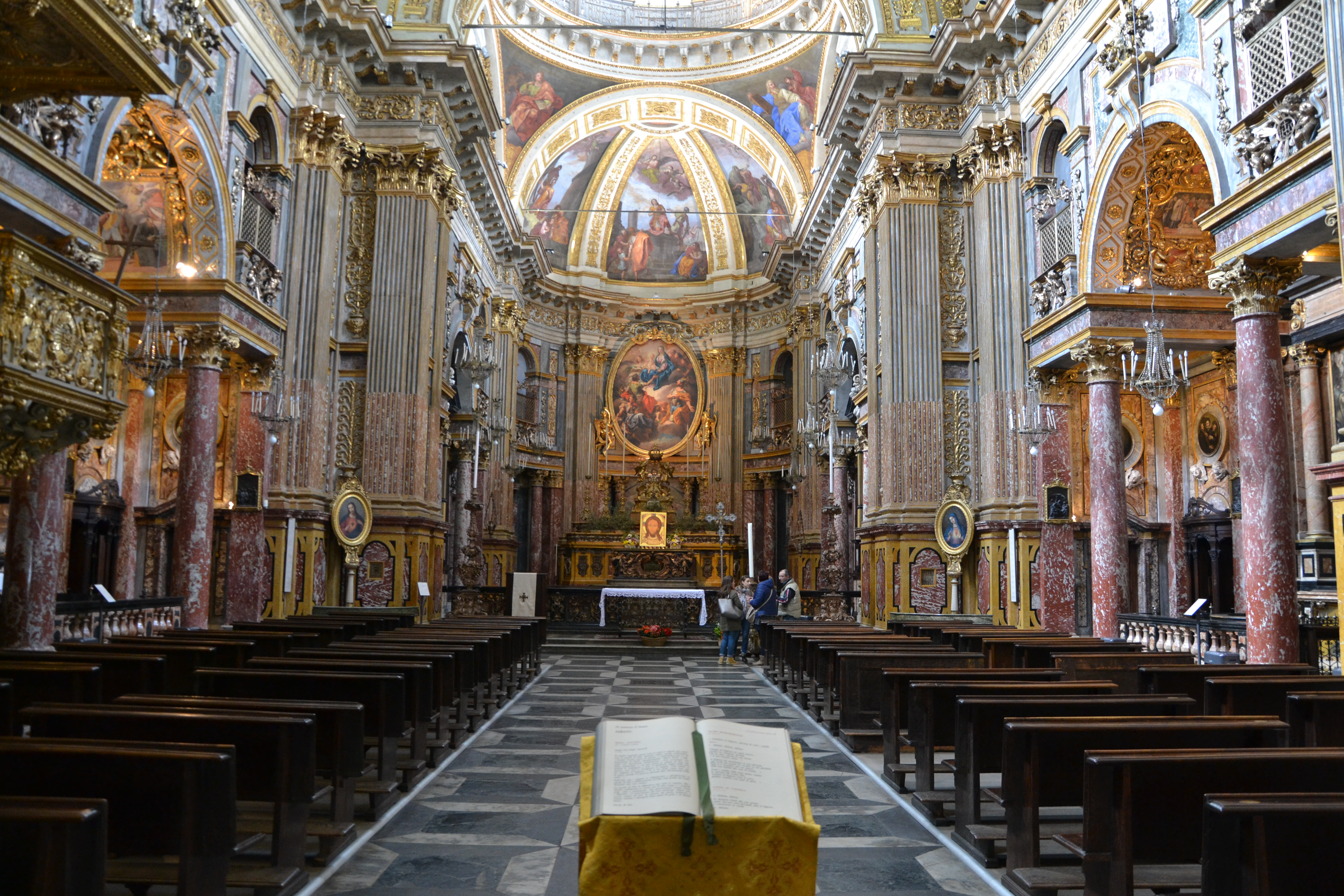
L'interno.

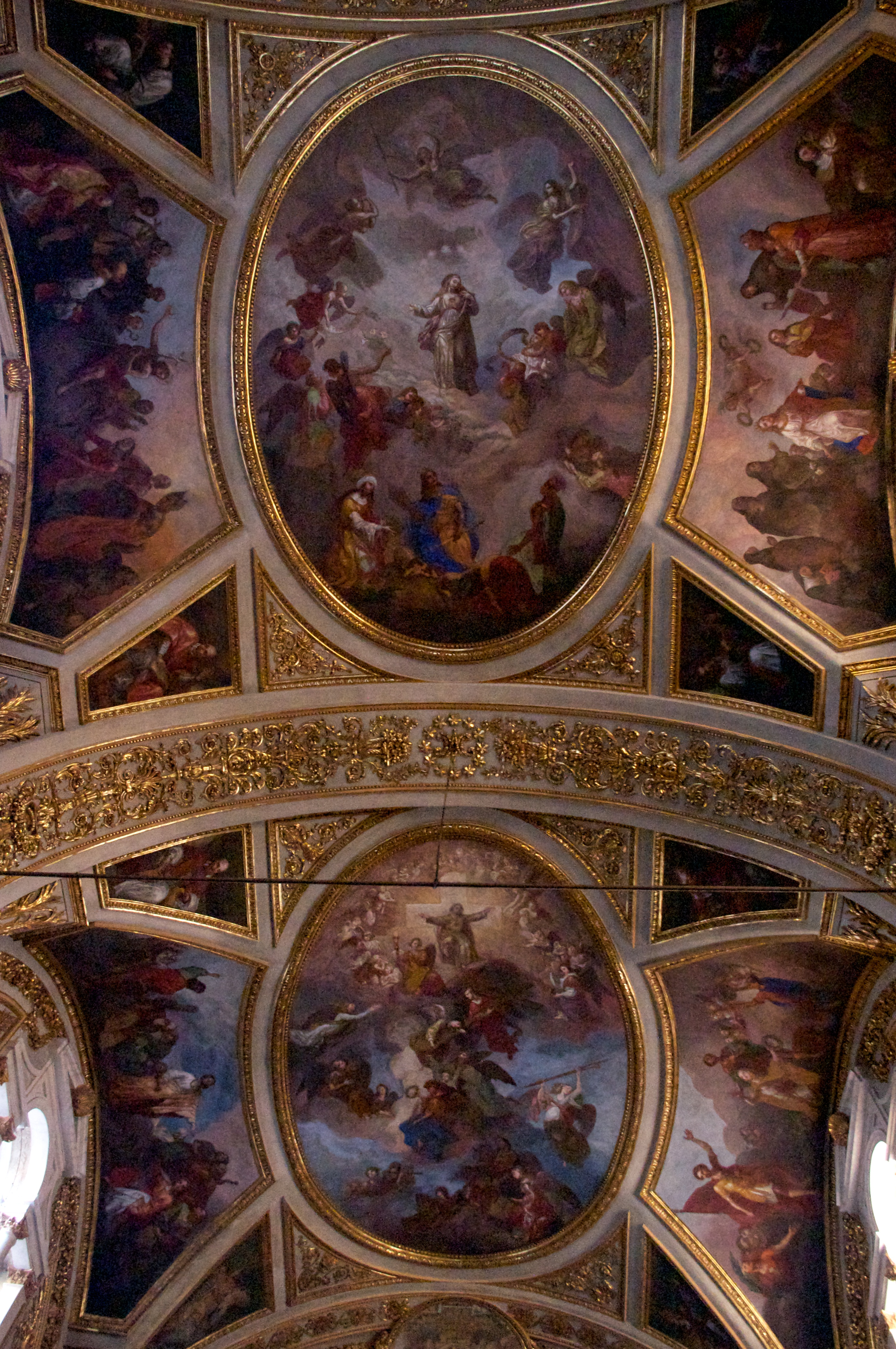
Veduta della volta.

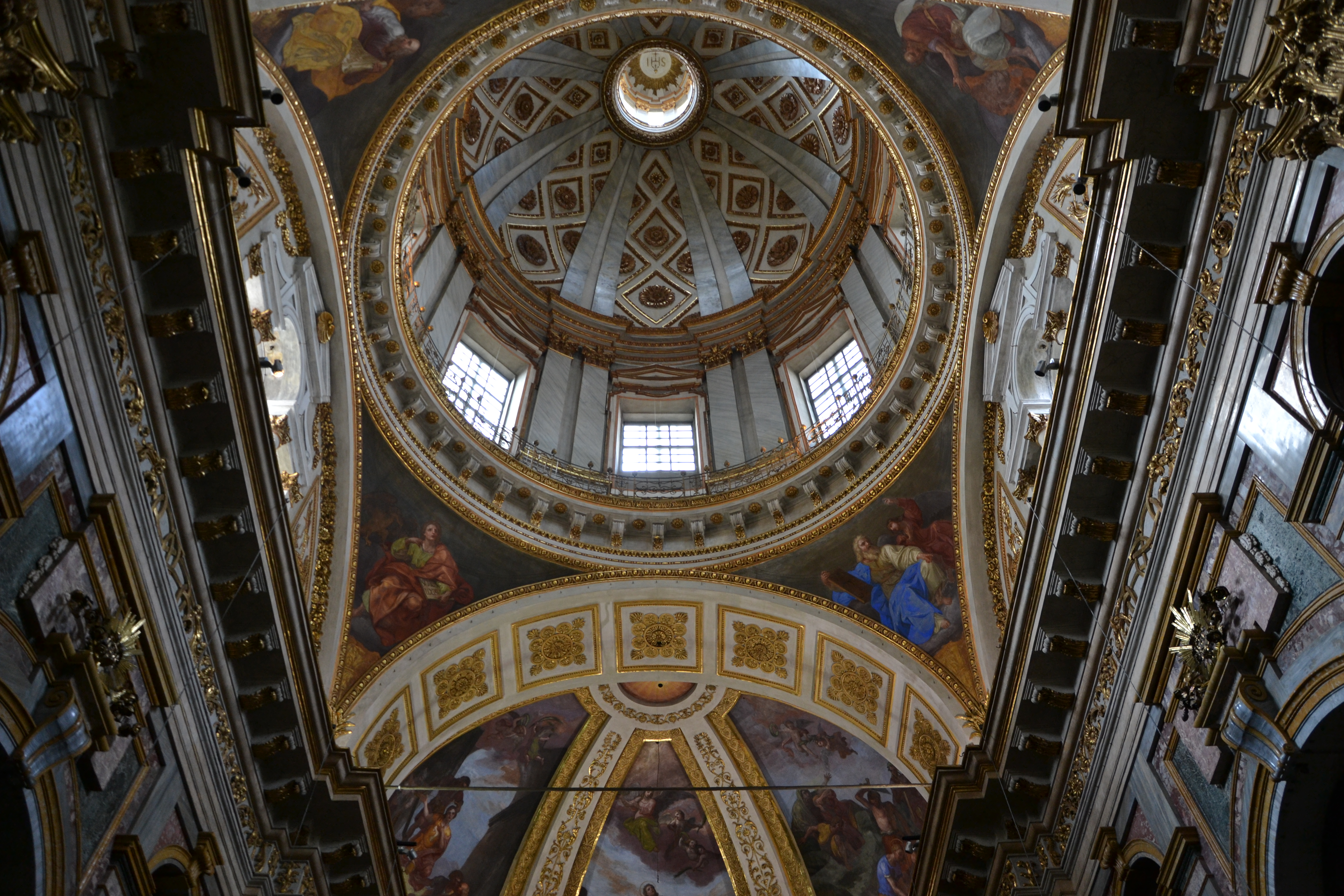
La cupola.

Fu fatta erigere dai gesuiti in luogo della preesistente (dal X secolo) parrocchiale di Santo Stefano, per custodire le reliquie dei martiri cui è dedicata e farne la chiesa dell'Ordine in Torino. I gesuiti erano stati chiamati a Torino nel 1566 dalla Venerabile compagnia della fede cattolica, oggi Compagnia di San Paolo, per la difesa della fede all'epoca della diffusione della riforma protestante.
 La posa della prima pietra avvenne il 13 aprile 1577 alla presenza di Emanuele Filiberto, che l'aveva fortemente voluta, e fu costruita su progetto attribuito a Pellegrino Tibaldi (1527 – 1596). È attestata la fine della costruzione (cupola esclusa) da un documento del 1612.
A seguito dei danni subiti durante l'assedio di Torino del 1706, venne costruita la nuova cupola (1708-1711) ad opera di Carlo Giulio Quadrio, ingrandito il coro e ridecorato l'interno.
La chiesa è stata oggetto di un importante restauro conclusosi nel 2000.

## Descrizione
L'interno riccamente è decorato in marmi, stucchi, affreschi e opere. Il coro fu decorato nel 1629 con gli affreschi di Isidoro Bianchi di Campione d'Italia. L'altare maggiore è stato disegnato più tardi da Filippo Juvarra (1730). Verso il 1680 il "fratello" gesuita Andrea Pozzo, pittore e architetto, ne affrescò la volta, ma della sua opera sono rimasti solo due particolari e il resto fu sostituito dall'opera di Luigi Vacca nel XIX secolo e di Francesco Gonin. La sagrestia è adorna di arredi lignei e di dipinti di Gianna Durando, pittrice milanese.
L'opera più notevole è la pala dell'altare maggiore raffigurante la Madonna con i tre santi martiri, opera di Gregorio Guglielmi, realizzata fra il 1765 e il 1766.
La facciata è adornata da sei nicchie, contenenti sei statue lignee lavorate a tutto tondo, opera dello scultore Francesco Borelli, intagliatore, nato a Chieri nel 1636.

## Personalità illustri sepolte nella chiesa
In questa chiesa sono sepolti tre illustri personaggi della storia della città di Torino: 
- Joseph de Maistre, filosofo conservatore savoiardo[2]
- Giovanni Francesco Bellezia, coraggioso sindaco della città all'epoca della tremenda peste del 1630
- Giovanni Botero, prete e autore del cinquecentesco trattato Della Ragion di Stato.

## In letteratura
Il poeta in lingua piemontese Nino Costa ha dedicato alla chiesa una poesia, pubblicata nella raccolta Fruta madura del 1931 con il titolo Ij santi martiri. Fa parte di un ciclo di cinque poesie dedicate ad altrettante chiese di Torino (le altre sono la chiesa sconsacrata dei Santi Simone e Giuda, la Consolata, Maria Ausiliatrice e San Domenico).
 Nino Costa si sofferma sull'impressione fastosa delle decorazioni, dei marmi e della dorature degli interni e la associa a frequentazioni di classi sociali elevate, che si recano in chiesa in carrozza e accompagnate dalla servitù, ma che non si pentono sinceramente dei propri peccati. Infine, con un accento polemico, si domanda la ragione dello sfarzo della chiesa barocca quando lo stesso Gesù Bambino è nato in una umile stalla. La poesia quindi passa da considerazioni estetiche, a quelle sociali, morali, fino alla riflessione religiosa.